# Taiwanomyia lativertex
Taiwanomyia lativertex är en tvåvingeart som först beskrevs av Alexander 1950.  Taiwanomyia lativertex ingår i släktet Taiwanomyia och familjen småharkrankar. Inga underarter finns listade i Catalogue of Life.